# Luigi Barlassina
Luigi (Aloysius) Barlassina (Turin, Italia 30 de abril de 1872 - 27 de septiembre de 1947) fue un obispo italiano, patriarca latino de Jerusalén de 1920 a 1947.

## Biografía
Recibió la ordenación sacerdotal el 22 de diciembre de 1894 y más tarde obtuvo el doctorado en teología y derecho canónico. 
En 1911 trabajó en el Colegio de espiritualidad de la Congregación para el Evangelización de Pueblos en Roma y de 1912 a 1918 en la curia de la vicaría de Su Santidad para la diócesis de Roma. 
En 1918 Benedicto XV  lo nombró obispo titular de Cafarnaún y auxiliar en Jerusalén. 
Reciba la consagración episcopal de manos del cardenal Basilio Pompili el 8 de septiembre de 1918 en Roma. 
En 1919 Barlassina fue nombrado Administrador apostólico de Jerusalén y en 1920 Pío XI lo nombró patriarca.
Ejerció como patriarca de 1928 hasta su muerte en 1947, a la vez que fue nombrado rector y administrador permanente de la Orden del Santo Sepulcro de Jerusalén.